# 青板乡
青板乡，是中华人民共和国江西省上饶市横峰县下辖的一个乡镇级行政单位。

## 行政区划
青板乡下辖以下地区：
青板村、薛家村、霞阳村、排楼村、徐村和金鸡村。